# Octobre 1923

## Événements
- Allemagne : création de l'entreprise Conrad Electronic.

- 1er octobre : 
  - La Rhodésie du Sud devient colonie de l’empire britannique. Elle obtient une autonomie interne qui assure de fait la prépondérance aux Européens.
  - Rompant avec la tradition des ottomans, dont la capitale était Istanbul, Atatürk fait d'Ankara, en Anatolie centrale, la capitale de la Turquie.

- 6 octobre : 
  - Cao Kun se fait nommer président de la république de Chine.
  - Manuel Teixeira Gomes, démocrate, devient président de la république du Portugal.

- 10 octobre (Saxe) : refusant de se soumette au général Müller, le social-démocrate Erich Zeigner forme un nouveau gouvernement comprenant trois communistes.

- 13 octobre, Allemagne : Gustav Stresemann obtient les pleins pouvoirs du Reichstag.

- 21 octobre, Allemagne : proclamation d’une république rhénane indépendante.

- 22 octobre, Allemagne : échec de l’insurrection communiste à Hambourg.

- 26 octobre : Poincaré accepte la constitution d’une commission d’experts chargée d’examiner la question des réparations de guerre.

- 28 octobre : Grand Prix automobile d'Espagne.

- 29 octobre :
  - L’assemblée nationale turque proclame la république.
  - Mustafa Kemal est élu président de la république de Turquie (fin en 1938). Le parti unique (Parti républicain du peuple) dirigé par Kemal commence la transformation du vieil empire en un état moderne.
  - Allemagne : le gouvernement nomme un commissaire du Reich en Saxe. L’armée investit les ministères du Land.

- 30 octobre (Saxe) : le gouvernement Zeigner démissionne et cède la place à un gouvernement sans communistes.

## Naissances
- 2 octobre : Judith Hemmendinger, écrivaine israélienne († 24 mars 2024).
- 3 octobre : Stanisław Skrowaczewski, chef d'orchestre et compositeur polonais († 21 février 2017).
- 4 octobre : Charlton Heston, acteur américain († 5 avril 2008).
- 5 octobre : Glynis Johns, actrice britannique et sud-africaine († 4 janvier 2024).
- 7 octobre :
  - Michel Kuehn, évêque catholique français, évêque émérite de Chartres († 18 septembre 2012).
  - Jean-Paul Riopelle, peintre québécois, († 12 mars 2002).
- 10 octobre : Murray Walker, journaliste britannique († 13 mars 2021).
- 15 octobre : Italo Calvino, écrivain italien († 19 septembre 1985).
- 17 octobre :
  - Barney Kessel, guitariste de jazz américain († 6 mai 2004).
  - Henryk Roman Gulbinowicz, cardinal polonais, archevêque émérite de Wroclaw († 16 novembre 2020).
- 22 octobre : Rodrigue Bourdages, homme politique fédéral provenant du Québec († 12 octobre 1997).
- 23 octobre : Ned Rorem, compositeur américain († 18 novembre 2022).
- 25 octobre : 
  - Jean Duceppe, comédien canadien († 7 décembre 1990).
  - Achille Silvestrini, cardinal italien, préfet émérite de la Congrégation pour les Églises orientales († 29 août 2019).
- 27 octobre : Roy Lichtenstein, peintre américain († 29 septembre 1997).
- 30 octobre : Anne Beaumanoir, médecin français, résistante, Juste parmi les nations, militante communiste († 4 mars 2022).

## Décès
- 9 octobre : Lily Dougall, écrivaine et féministe canadienne.
- 30 octobre : Andrew Bonar Law, premier ministre du Royaume-Uni.